# Kurpezova Gorica
 Kurpezova Gorica  falu Horvátországban Zágráb megyében. Közigazgatásilag Krašićhoz tartozik.

## Fekvése
Zágrábtól 43 km-re délnyugatra, községközpontjától 5 km-re északnyugatra a Zsumberki-hegységben fekszik. 

## Története
A falunak 1857-ben 49, 1910-ben 58 lakosa volt. Trianon előtt Zágráb vármegye Jaskai járásához tartozott. 2001-ben 9 lakosa volt. 

## Lakosság
| Lakosság változása | Lakosság változása | Lakosság változása | Lakosság változása | Lakosság változása | Lakosság változása | Lakosság változása | Lakosság változása | Lakosság változása | Lakosság változása | Lakosság változása | Lakosság változása | Lakosság változása | Lakosság változása | Lakosság változása |
| ------------------ | ------------------ | ------------------ | ------------------ | ------------------ | ------------------ | ------------------ | ------------------ | ------------------ | ------------------ | ------------------ | ------------------ | ------------------ | ------------------ | ------------------ |
| 1857               | 1869               | 1880               | 1890               | 1900               | 1910               | 1921               | 1931               | 1948               | 1953               | 1961               | 1971               | 1981               | 1991               | 2001               |
| 49                 | 48                 | 53                 | 47                 | 53                 | 58                 | 54                 | 57                 | 68                 | 62                 | 54                 | 32                 | 28                 | 17                 | 9                  |

## Külső hivatkozások
Krašić hivatalos oldala